# Hit 'Em High (The Monstars' Anthem)
Hit 'Em High (The Monstars' Anthem) è un brano musicale interpretato da B-Real, Coolio, Method Man, LL Cool J e Busta Rhymes, pubblicato nel 1997 ed estratto dalla colonna sonora del film Space Jam.

## Tracce
1. Hit 'Em High (The Monstars' Anthem) (Extended Mix) – 4:41
2. Hit 'Em High (Extended Track Masters Remix) – 4:23
3. Hit 'Em High (Original Instrumental) – 4:16
4. Hit 'Em High (Track Masters Remix Instrumental) – 4:21

## Video
Il videoclip della canzone è stato diretto da Hype Williams.